# В'язинь
В'язинь (біл. вёска Вязынь) — село в складі Вілейського району Мінської області, Білорусь. Село є адміністративним центром В'язинської сільської ради, розташоване в північній частині області.